# 亚非人民团结组织
亚非人民团结组织（英語：Afro-Asian People's Solidarity Organization），简称 AAPSO, 是1960年4月在几内亚科纳克里举行的第2届亚非人民团结大会上，将亚非人民团结理事会改名为亚非人民团结组织，总部设在开罗。